# Cedicoides simoni
Cedicoides simoni is een spinnensoort uit de familie van de Desidae.
De wetenschappelijke naam van de soort werd in 1946 als Cedicus simoni gepubliceerd door Dmitry Evstratievich Kharitonov.